# 弗朗茨·梅滕斯
弗朗茨·梅滕斯（Franciszek (Franz) Mertens，1840年3月20日—1927年3月5日）是波蘭-奧地利裔的數學家。生在普魯士的大波蘭地區希羅達，在奥地利維也納過世。
弗朗茨·梅滕斯於1865年在柏林大學完成其博士學位，指導教授是恩斯特·庫默爾及利奧波德·克羅內克，論文題目是位势理论。弗朗茨·梅滕斯的研究以數論為主，最廣為人知的可能是狄利克雷定理的簡化證明。
梅滕斯在1865年時是亞捷隆大學的副教授，1870年時成為教授。1884年時成為維也納大學格拉茨理工學院（Polytechnic Institute in Graz）的教授，1911年退休，但仍繼續舉辦講座。
梅滕斯函數 M(x)是默比烏斯函數的和，是數論中的函數。梅滕斯猜想是有關其成長率不會超過x1/2的猜想，可能也可以推到黎曼猜想，不過已被Odlyzko及te Riele在1985年證偽。Meissel-Mertens常數類似歐拉-馬斯刻若尼常數，不過调和级数只對應質數，而且將進行二次log。梅滕斯定理是在1874年證明，和質數的密度有關。
弗朗茨·梅滕斯曾教授埃尔温·薛定谔微積分及代數

## 外部連結
- 約翰·J·奧康納; 埃德蒙·F·羅伯遜, ,  （英语）
- 弗朗茨·梅滕斯在數學譜系計畫的資料。